# Listă de animale dispărute din Lumea Nouă

## Animale dispărute din America de Nord

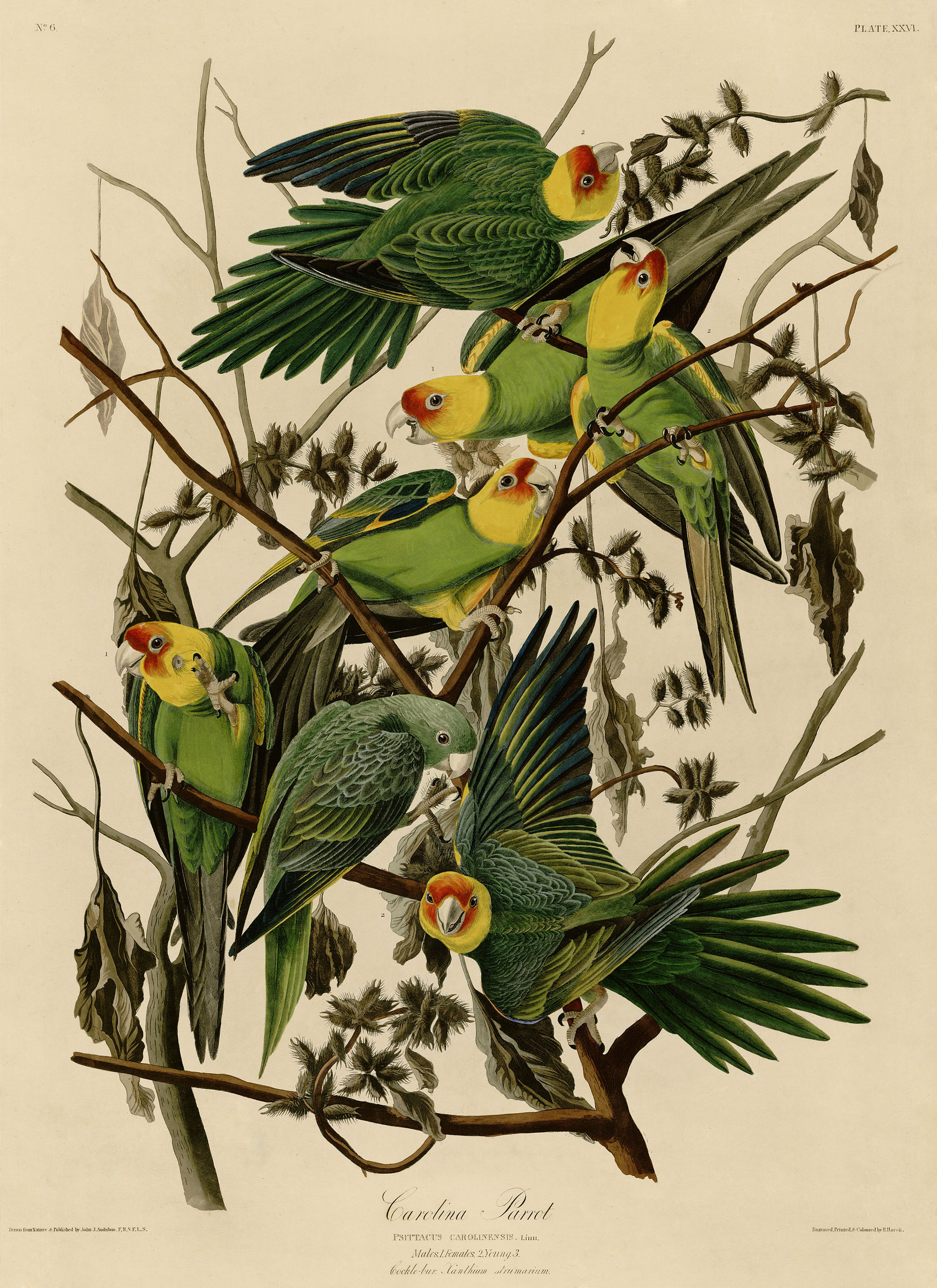
Papagalul de Carolina. Ilustrație de John James Audubon

- Papagalul Carolina
- Porumbelul pasager
- Peștele tecopa
- Ciocănitoarea de fildeș
- Po'ouli
- Vrabia-de-mare cenușie
- Rața sălbatică Mariana
- Cioara hawaiiană
- Marele pinguin nordic
- Vaca de mare a lui Steller

## Animale dispărute din America Centrală
- Ursul mexicanBroasca de aur
- Foca-călugăr din Caraibe
- Ursul mexican

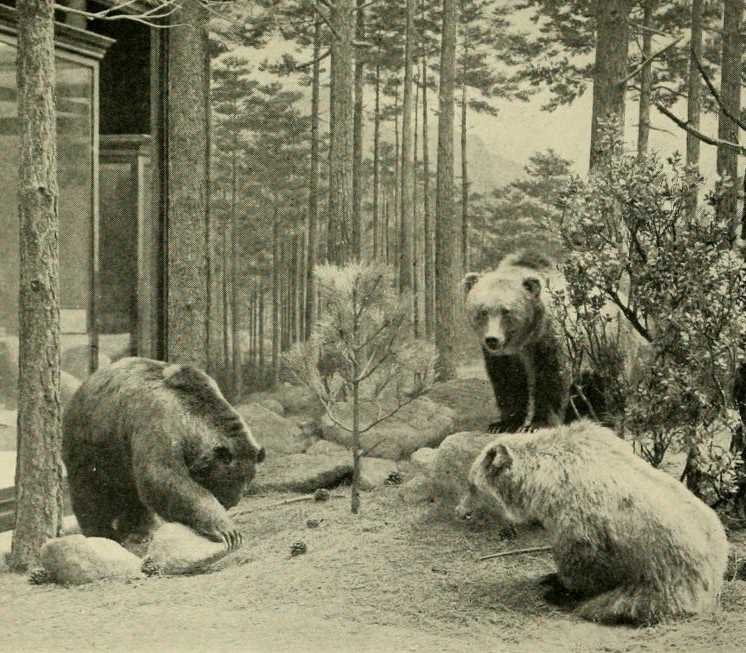
Ursul mexican

- Țestoasa de Pinta (Singuraticul George)

## Animale dispărute din America de Sud
- Glyptodon
- Macrauchenia
- Megatherium